# Micrurus mipartitus
Micrurus mipartitus este o specie de șerpi din genul Micrurus, familia Elapidae, descrisă de Duméril, Bibron și Duméril 1854.

## Subspecii
Această specie cuprinde următoarele subspecii:
- M. m. mipartitus
- M. m. anomalus
- M. m. decussatus
- M. m. semipartitus